# Kunstaardewerkfabriek De Lilliputter
Kunstaardewerkfabriek De Lilliputter was een Nederlandse keramiekfabriek, gevestigd in Putten. De fabriek was actief van 1918 tot 1940 en produceerde kunstaardewerk, waaronder handgemaakte keramische objecten en sierpotten.

## Geschiedenis
De fabriek werd opgericht in 1918 en stond bekend om haar ambachtelijke productie van keramiek. In 1929 werd Johannes Marinus Honig (1893–1963) eigenaar van de fabriek. Hij betrok het woonhuis naast de pottenbakkerij, die destijds "De Lilliputter" werd genoemd. Honig was echter zelf geen pottenbakker.
Johannes Marinus Honig kwam uit een familie van ondernemers. Zijn vader was onder andere investeerder in Kunstaardewerkfabriek St. Lukas uit Utrecht en zijn oom was Hendrik Honig, de eigenaar van Uitgeverij H. Honig.
In 1933 vestigden de keramisten Marguérite Wildenhain-Friedländer en Franz Wildenhain, beiden opgeleid aan het Bauhaus, zich in het pand van De Lilliputter en richtten daar de pottenbakkerij 'Het Kruikje' op. Zij werkten in de geest van het Bauhaus en brachten moderne invloeden in de Nederlandse keramiekindustrie.
Na het vertrek van  Marguérite Wildenhain-Friedländer naar de Verenigde Staten werkte de Nederlandse ontwerper en keramist Willem Stuurman tussen 1941 en 1944 in deze pottenbakkerij.

## Invloed en nalatenschap
De activiteiten van De Lilliputter en de daaropvolgende pottenbakkers in Putten zijn een belangrijk onderdeel van de Nederlandse keramiekgeschiedenis. De fabriek stond aan de basis van verdere keramische ontwikkelingen in de regio, waarbij kunstenaars als Friedländer en Wildenhain een grote invloed hadden op het Nederlandse en internationale keramieklandschap.
De geschiedenis van De Lilliputter en de pottenbakkers die er later werkten, is gedocumenteerd in verschillende publicaties, waaronder "Pottenbakkers in Putten 1929-1945", uitgegeven door de Stichting Historisch Museum Putten.